# KeyHoleTV
KeyHoleTV是一个網路P2P电视节目收看軟體。该軟體由日本Cognitive Research Laboratories, Inc.（该公司股东包括日本总务省、理化学研究所、讲谈社、NTT、东京大学和情报处理振兴事业协会）开发。目标是轻量级的網路影片上傳平台。目前该軟體上可以收看或收听日本或其他国家的电视台及电台节目。

## 特色
- 实时P2P及以伺服器为基础的Hybrid Communication System。
- 播放影片只需200K流量。
- 编码器可以选择从100 K bps到350 K bps的频率，因此能实现在如GPS的移动设备上观看电视的可能。
- 使用不同于MPEG或H264的格式，并在传送时加密訊息。

## 组成
该公司开发的软件包括如下：
- KeyHoleTV：PC客户端软件，可以在PC上观看Keyhole节目，包括Windows、Mac、Linux版本。
- KeyHoleVIDEO：PC服务器端软件，用作发布影片或音檔。
- MobileKeyHoleTV：在使用Windows Mobile系统的手机上使用的客户端软件。

## 相关链接
- 英文官方站*